# Леви-Провансаль, Эварист
Эварист Леви-Провансаль (фр. Évariste Lévi-Provençal) (4 января 1894, Алжир — 23 марта 1956, Париж) — французский арабист.

## Биография
Участник Первой мировой войны.
Окончил Алжирский университет.
С 1920 года — профессор Института высших знаний в Рабате, в 1935—1940 годах — профессор Алжирского университета. В 1940—1944 годах жил во Франции и Египте. С 1944 года — профессор Сорбонны.

## Научное наследие
Автор работ по истории Магриба и мусульманской Испании в средние века. Один из инициаторов и редакторов 2-го издания «Энциклопедии ислама», основатель журнал «Arabica» (1954).

### Труды
- Séville musulmane au début du XII siècle. Le traité d’Ibn 'Abdun sur la vie urbaine et les corps de métiers. P., 1947.
- Histoire de l’Espagne musulmane. 2 éd. T. 1—3. P., 1950—1955.
  - Леви-Провансаль Эварист. Арабская культура в Испании: общий обзор = Histoire de l’Espagne musulmane / [Пер. с фр.] / [Предисл. Н. А. Иванова] ; АН СССР. Ин-т народов Азии. — М.: Наука, 1967. — 96 с.
- Encyclopaedia of Islam, First Edition (1913—1936) :  [англ.] : in 9 vol. / ed. by Th. Houtsma, A. J. Wensinck, E. Levi-Provençal. — Leiden : E.J. Brill, 1993. — Vol. 3. — ISBN 90-04-09796-1. (платн.)
- Encyclopaedia of Islam. 2nd ed :  [англ.] : in 12 vol. / edited by H. A. R. Gibb; J. H. Kramers; E. Lévi-Provençal; J. Schacht; B. Lewis & Ch. Pellat. Assisted by S. M. Stern (pp. 1—330), C. Dumont and R. M. Savory (pp. 321—1359). — Leiden : E.J. Brill, 1986. — Vol. 1. (платн.)
- L’Espagne musulmane au Xe siècle. Institutions et vie sociale. P., 1932; 2002.